# João José Pereira Dias
João José Pereira Dias (5 de Março de 1852 - Lisboa, 21 de Abril de 1933) foi um militar e engenheiro português.

## Biografia
Nasceu em 5 de Março de 1852.
Entrou no exército em Agosto de 1868, como voluntário no Regimento de Infantaria nº 5. Frequentou depois a Escola militar, onde tirou o curso de Engenharia Militar. Teve uma carreira destacada, que incluiu a realização de várias missões, tendo chegado ao posto de general. Exerceu igualmente como presidente do Supremo Tribunal Militar, e trabalhou para o Ministério da Guerra entre Setembro e Dezembro de 1890. Em 1919 passou à reserva, e reformou-se em 1922.
Além da sua carreira militar, também ocupou vários cargos importantes nas obras públicas nacionais, como engenheiro. Em Junho de 1878 integrou-se no Ministério das Obras Públicas, Comércio e Indústria, tendo sido inicialmente colocado nos estudos da Linha do Douro, e em Outubro de 1879 foi transferido para a Direçcão de Obras Públicas de Viana do Castelo, que passou a dirigir em Julho de 1884. Em Março de 1885 passou para a Direcção de Obras Públicas de Braga, onde esteve até Fevereiro de 1886, sendo então colocado para a Direcção de Obras Públicas do distrito do Porto. Em Abril de 1886 assumiu a chefia da 2º divisão dos estaleiros dos estudos da linha férrea entre Chaves e Viseu, e em Fevereiro de 1887 assumiu o cargo de chefe de divisão da 1º Direcção de Estudos dos Caminhos-de-ferro do Norte do Mondego. Em Julho de 1888 passou a ocupar o posto de director das Obras Públicas de Coimbra, tendo igualmente exercido como encarregado da fiscalização do lanço entre Foz-Tua e Mirandela da Linha do Tua. Em finais de 1890 foi promovido a director da fiscalização naquele caminho de ferro, e em Março de 1891 passou para a Direcção de Obras da Barra do
Douro e da Fiscalização da Construção do Porto artificial de Leixões. Logo em Julho desse ano, passou a liderar a Direcção de Obras Públicas do distrito de Bragança, e entre Dezembro de 1892 foi transferido para a 2.ª Circunscrição Hidráulica, na divisão de Fiscalização do Porto de Leixões, onde esteve até Fevereiro de 1893. Também no distrito do Porto, foi membro da comissão de avaliação dos prédios rústicos e urbanos, e da comissão nomeada para vistoriar a Ponte da Roda, na estrada distrital nº 91. Em 1896 recebeu um louvor pelas suas funções durante as obras do Porto de Leixões,, embora tenha recusado a comenda da Ordem de Santiago, que lhe tinha sido oferecida pelo rei D. Carlos. Em 1897 assumiu funções como director adjunto da 2ª Circunscrição Hidráulica, e chefe de secção das obras do Porto de Leixões.
Faleceu em 21 de Abril de 1933, aos 81 anos de idade, na sua residência na Calçada do Marquês de Abrantes, em Lisboa. Foi enterrado no Cemitério dos Prazeres. Apesar de ter pedido que as suas cerimónias fúnebres fossem simples, o cortejo funerário foi bastante concorrido, tendo o féretro sido acompanhado por uma força do Regimento de Sapadores dos Caminhos de Ferro, além de um grande número de representantes de vários ramos das forças armadas. Sobre o caixão, além de vários ramos de flores, encontrava-se uma coroa oferecida pelo Cônsul Geral dos Estados Unidos da América, e pelo pessoal do consulado. Teve pelo menos um filho, Ricardo Pereira Dias, que também enveredou pela carreira militar.
Em 15 de Fevereiro de 1919 foi condecorado com a grã-cruz da Ordem Militar de Avis, tendo ascendido ao grau de grande-oficial daquela ordem em 31 de Dezembro de 1920.